# Atınç Nukan
Atınç Nukan (Estambul, Turquía; 20 de julio de 1993) es un futbolista turco que juega como defensa central en el Bandirmaspor de la TFF Primera División.

## Selección nacional

### Juveniles
Atınç ha sido parte de la selección de Turquía en las categorías juveniles sub-16, sub-18, sub-19, sub-21 y sub-23.

### Absoluta
Fue convocado por primera vez a la selección mayor para jugar en las fechas FIFA de noviembre.
Debutó con Turquía el 13 de noviembre de 2015, jugó como defensa central titular, se enfrentaron a Catar y ganaron 2 a 1. Utilizó la camiseta número 19, y su primer encuentro lo disputó con 22 años y 116 días.

## Estadísticas
Actualizado al 20 de marzo de 2023.
| Club                  | Div.          | Temporada     | Liga  | Liga  | Copas nacionales | Copas nacionales | Torneos internacionales | Torneos internacionales | Total | Total |
| Club                  | Div.          | Temporada     | Part. | Goles | Part.            | Goles            | Part.                   | Goles                   | Part. | Goles |
| --------------------- | ------------- | ------------- | ----- | ----- | ---------------- | ---------------- | ----------------------- | ----------------------- | ----- | ----- |
| Beşiktaş Turquía      | 1.ª           | 2009-10       | 1     | 0     | 0                | 0                | -                       | -                       | 1     | 0     |
| Beşiktaş Turquía      | 1.ª           | 2010-11       | 2     | 0     | 1                | 0                | -                       | -                       | 3     | 0     |
| Beşiktaş Turquía      | 1.ª           | 2011-12       | 0     | 0     | 0                | 0                | 0                       | 0                       | 0     | 0     |
| Beşiktaş Turquía      | 1.ª           | 2014-15       | 9     | 0     | 7                | 1                | 1                       | 0                       | 17    | 1     |
| Beşiktaş Turquía      | Total club    | Total club    | 12    | 0     | 8                | 1                | 1                       | 0                       | 21    | 1     |
| Çanakkale Turquía     | 3.ª           | 2013-14       | 19    | 1     | 1                | 0                | -                       | -                       | 20    | 1     |
| Çanakkale Turquía     | Total club    | Total club    | 19    | 1     | 1                | 0                | 0                       | 0                       | 20    | 1     |
| RB Leipzig · Alemania | 2.ª           | 2015-16       | 12    | 1     | 2                | 0                | -                       | -                       | 14    | 1     |
| RB Leipzig · Alemania | 1.ª           | 2018-19       | 0     | 0     | 0                | 0                | 0                       | 0                       | 0     | 0     |
| RB Leipzig · Alemania | Total club    | Total club    | 12    | 1     | 2                | 0                | 0                       | 0                       | 14    | 1     |
| Beşiktaş Turquía      | 1.ª           | 2016-17       | 8     | 1     | 6                | 0                | 2                       | 0                       | 16    | 1     |
| Beşiktaş Turquía      | 1.ª           | 2017-18       | 0     | 0     | 0                | 0                | 0                       | 0                       | 0     | 0     |
| Beşiktaş Turquía      | Total club    | Total club    | 8     | 1     | 6                | 0                | 2                       | 0                       | 16    | 1     |
| Göztepe Turquía       | 1.ª           | 2019-20       | 5     | 0     | 3                | 1                | -                       | -                       | 8     | 1     |
| Göztepe Turquía       | 1.ª           | 2020-21       | 24    | 2     | 1                | 0                | -                       | -                       | 25    | 2     |
| Göztepe Turquía       | 1.ª           | 2021-22       | 20    | 3     | 2                | 0                | -                       | -                       | 22    | 3     |
| Göztepe Turquía       | 1.ª           | 2022-23       | 15    | 1     | 2                | 0                | -                       | -                       | 17    | 1     |
| Göztepe Turquía       | Total club    | Total club    | 64    | 5     | 8                | 1                | 0                       | 0                       | 72    | 6     |
| Total carrera         | Total carrera | Total carrera | 115   | 8     | 25               | 2                | 3                       | 0                       | 143   | 10    |